# Итикут
Итикут — упразднённая железнодорожная станция в Белогорском районе Амурской области России. Исключена из учётных данных в 1992 году.

## География
Железнодорожная станция располагался у одноимённого остановочного пункта на линии Белогорск — Завитая Забайкальской железной дороги, на расстоянии примерно 7 километров (по прямой) к юго-востоку от города Белогорска.

## История
Решением Амурского областного Совета народных депутатов от 8 июля 1992 года № 115, железнодорожная станция Итикут исключена из учётных данных.